# Nadymskij rajon
Il Nadymskij rajon è un rajon (distretto) del circondario autonomo Jamalo-Nenec, nella Russia siberiana occidentale. Il centro amministrativo del distretto è la città di Nadym.